# Antonio de Quintanilla
Antonio Lorenzo de Quintanilla y Santiago (Pámanes, 1787-Almería, 1863) fue un militar español que pasó en su juventud a la gobernación de Chile y después de dedicarse al comercio en la provincia de Concepción, ingresó en el ejército real en 1813. Llegó a ocupar el puesto de gobernador de Chiloé hasta la conquista de ese territorio por tropas chilenas en enero de 1826. Luego del fin de la guerra, regresó a España con su familia, y vivió allí hasta su muerte.

## Biografía
Hijo de Francisco de Quintanilla y Herrera y de Teresa de Santiago, ambos miembros de familias de cierto linaje en la región de Pámanes, nació el 14 de noviembre de 1787.
Durante la Guerra de Independencia de Chile actuó en las batallas de Yerbas Buenas, San Carlos, Chillán, El Roble, Rancagua y en la de Chacabuco (1813-1817). En San Carlos recibió una herida en el rostro, que por falta de atención médica le acarreó sordera en el oído izquierdo y una parálisis facial permanente en ese lado de la cara. Alcanza el grado de coronel en 1814. Brigadier el 17 de diciembre de 1825.
Después de Chacabuco viajó a Lima, donde fue nombrado gobernador de Chiloé por el virrey Pezuela el 20 de marzo de 1817 en reemplazo del viejo y renunciado coronel Ignacio Justis (o Yutis), en aquella época una gobernación política y militar dependiente del Virreinato del Perú, asentándose en la villa de San Carlos de Chiloé, actual ciudad de Ancud en el norte de la Isla Grande, y allí organizó su defensa frente a las expediciones dirigidas por la República de Chile, derrotando en Agüi la comandada por Lord Cochrane en 1820 y en Mocopulli la de Ramón Freire en 1824, llegando poco después de esta última victoria el navío de guerra Asia con la noticia que había sido ascendido a brigadier y nombrado Comendador de la Orden de Isabel la Católica. Sin embargo, en una nueva expedición y tras los combates habidos en los campos de Pudeto y Bellavista (14 de enero de 1826) convino con el jefe del ejército expedicionario chileno el Tratado de Tantauco (15 de enero de 1826), en virtud del cual Chiloé fue anexado a la República de Chile en 1826.
Después de los sucesos anteriores, regresó a España en compañía de sus hijos y de su mujer, Antonia Álvarez de Garay, natural de Chiloé, y se mantuvo en el real servicio en el cuartel de Santander (1827), subdelegado general de policía de La Mancha (1831). Ocupaba aquel último cargo cuando Fernando VII murió y comenzaba una nueva guerra civil dinástica. Rápidamente desbarato una intentona carlista en su provincia para ser relevado poco después. Inmediatamente su retorno fue ascendido a mariscal de campo junto al también brigadier José Ramón Rodil y Gayoso, defensor del Callao.

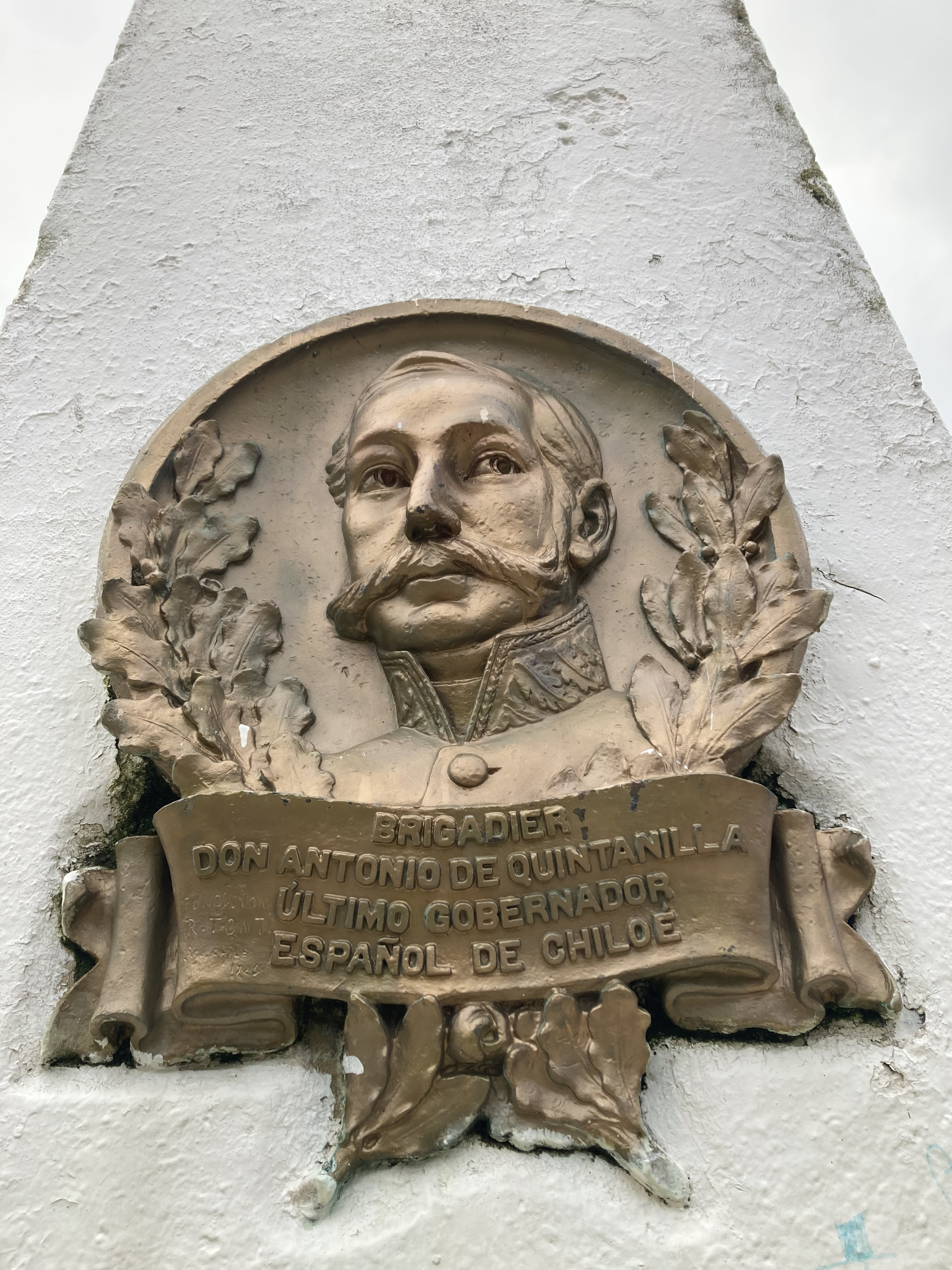
Medallón en recuerdo de Antonio de Quintanilla en Ancud.

Durante la Primera Guerra Carlista no tuvo mucha participación en operaciones militares, manteniéndose neutral a pesar de ser un “ayacucho”, militar derrotado en América, y la mayoría de estos ocupaban cargos importantes en el nuevo régimen liberal. En 1838 el ministro de Guerra, general Isidro Alaix, le ofreció el cargo de comandante general de Murcia, pero Jerónimo Valdés también pidió aquel cargo y se lo quedó. Le fue concedido el de gobernador y comandante general de Tarragona un año después. Se mantendría en el cargo hasta 1843, esperando en cuartel hasta 1846, cuando fue restablecido nuevamente en Tarragona para perseguir a las partidas carlistas. Al siguiente año fue relevado definitivamente, permaneciendo en cuartel en la capital española. 
Fue nombrado caballero de la Orden de Isabel la Católica (1824), y recibió la gran cruz de la Orden de San Hermenegildo y la cruz de la batalla de Rancagua, entre otras distinciones. Hacia el final de su vida, en 1854, escribió una Autobiografía. Su esposa falleció en Madrid en 1854, a los 51 años. En julio de 1857, se le señala residiendo en calle de Atocha N.º 24, Madrid. Muere el 27 de diciembre de 1863, en Almería.
Mientras era gobernador de Chiloé, en 1825, nació su único hijo, Antonio de Quintanilla Álvarez. Aquel estudiaría derecho y como funcionario del Ministerio de Justicia establecería contactos con el pretendiente carlista Carlos VI, buscándole secretamente préstamos en Europa, motivo por el cual es nombrado Marqués de Quintanilla. Involucrado en la Ortegada, recibió el indulto de Isabel II, se casó con la almeriense Elena Fábregas Pellón, se trasladó a Puerto Rico para ejercer un cargo judicial y allí falleció en 1869. 
Su único nieto, Guillermo, nacido en 1867, fue director de la Estación Agronómica de Mayagüez entre 1888 y 1898, casado con la portorriqueña Catalina Cartagena, padre de una única hija, Julia, en 1892, murió en 1929.

## Homenajes
En 1926 se erigió un obelisco en el Fuerte San Antonio de Ancud, en una de cuyas caras se presenta un medallón en recuerdo de Antonio de Quintanilla con la leyenda "último gobernador español de Chiloé". Este monumento es considerado el único en América erigido a un gobernador español que luchó en el bando realista durante el proceso de emancipación americana.
En 1931 el poeta chilote Antonio Bórquez Solar dedicó a Quintanilla dos poemas de su obra "Oro del archipiélago".
En la actualidad hay pequeñas calles en las ciudades de Ancud, Dalcahue y Castro que llevan su nombre.